# چووومیه
چووومیه (به لهستانی:  Czołomyje) یک روستا در لهستان است که در گمینا مورده واقع شده‌است.